# Wilhelm Auberlen
Wilhelm Auberlen (* 8. Juli 1860 in Stuttgart; † 1948 in Lenggries) war ein Genremaler und Bildhauer der Übergangsphase vom Zeitalter der Aufklärung zur Modernen Kunst.

## Leben und Werk

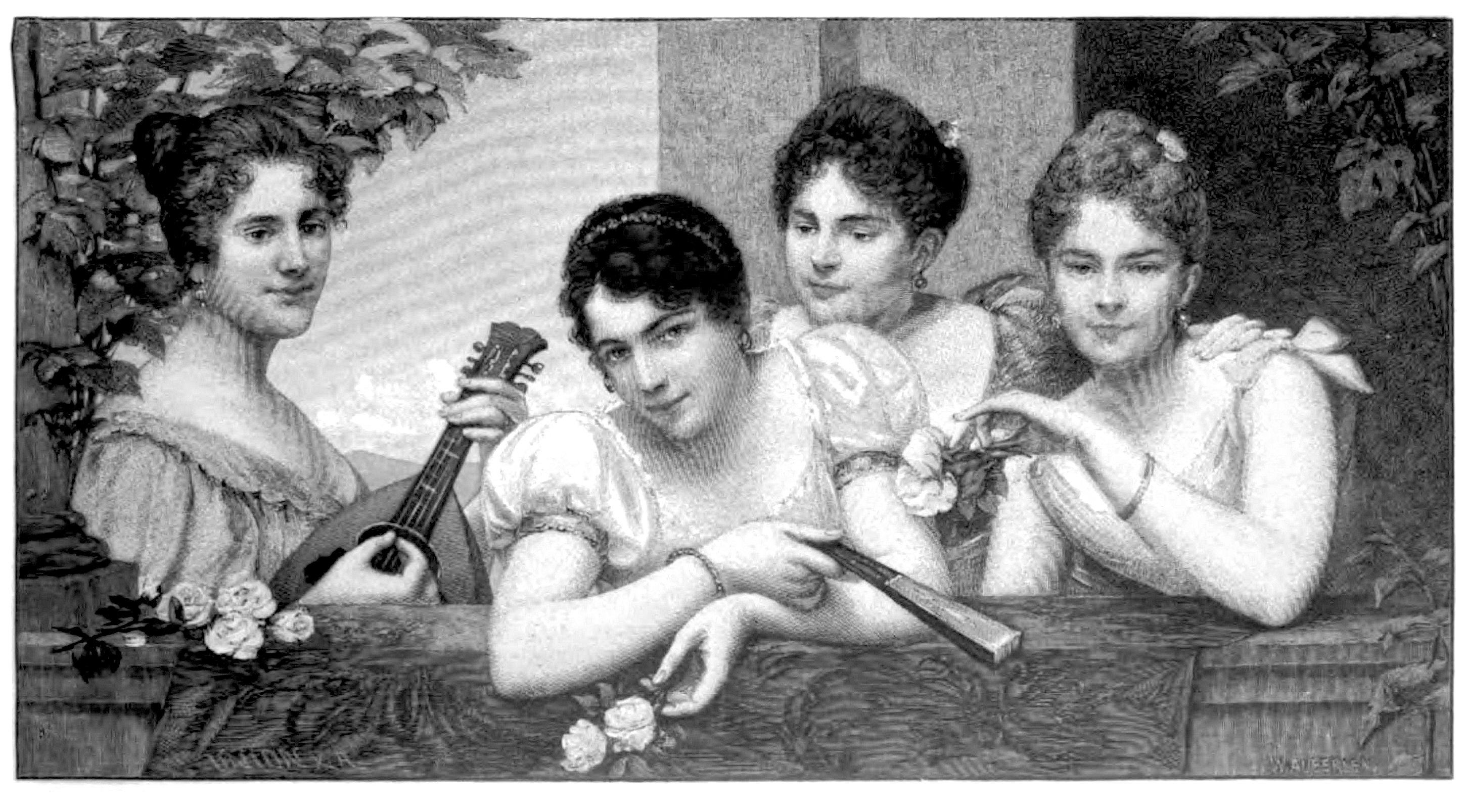
Ein vierblättriges Kleeblatt. Nach einem Gemälde von W. Auberlen, Reproduktion in: Die Gartenlaube, 1898

Auberlen entstammte einer evangelischen Kaufmannsfamilie. Mit 22 Jahren wurde er in die „Naturklasse“ der Akademie der Bildenden Künste München aufgenommen und studierte bei Nikolaus Gysis und Ludwig von Löfftz.
Von 1888 bis 1890 hielt sich Auberlen zu Studienzwecken in Spanien und Marokko auf. Von 1893 bis 1896 lebte er in Berlin und seit 1896 in Stuttgart. Einen festen Wohnsitz in München hatte er dann ab 1902.
Auberlen war hauptsächlich als Porträtmaler tätig und wurde für seine Literatenporträts bekannt, malte aber auch Landschaften und Genrebilder. 1938 war er auf der Großen Deutschen Kunstausstellung mit einem Ölgemälde des Malers Karl Leipold vertreten.
Seine künstlerische Schaffensphase war sehr lang. Werke von Wilhelm Auberlen sind begehrte Sammlerstücke.

## Auberlen als Sammler
Auberlen sammelte Kunstwerke aus dem Fernen Osten und war Leihgeber zur Ausstellung „Japan und Ostasien in der Kunst“.